# Савуа-Кариньян, Жозеф Мари де
Жозеф Мари де Савуа-Кариньян (фр. Joseph Marie de Savoie-Carignan; 1783—1825) — принц Савойской династии, племянник принцессы де Ламбаль, французский военный деятель, полевой маршал (1821 год), барон Империи (1810 год), граф Виллафранка, участник наполеоновских войн.

## Биография
Родился в семье графа Эжена де Савуа-Кариньяна (фр. Eugène de Savoie-Carignan, comte di Villafranca) и его жены Элизабет-Анны Магон де Буагарен (фр. Elisabeth Anne Magon de Boisgarin). После кровавых погромов сентября 1792 года семья Жозефа эмигрировала за границу и возвратилась во Францию только после прихода Бонапарта к власти, и объявления амнистии старому дворянству.
21 января 1803 года Жозеф поступил на военную службу простым солдатом 2-го карабинерского полка. 8 декабря 1803 года переведён в 23-й драгунский полк в звании младшего лейтенанта. Участвовал в Итальянской кампании 1805 года и в Неаполитанской кампании 1806 года. Участвовал в сражении при Вероне и при переходе через Тальяменто.
С февраля 1807 года служил в роте Ордоннансовых жандармов Императорской гвардии. 22 марта 1807 года получил звание капитана, во время войны 1806-07 годов сражался при Штеттине, Кольберге, Гуттштадте, Гейльсберге и Фридланде. После роспуска жандармов в сентябре 1807 года был зачислен в 3-й кирасирский полк. 21 июля 1808 года получил почётную должность офицера для поручений Императора, находился при его особе в ходе похода в Испанию в 1808 и войны с Австрией в 1809 году.
В августе 1809 года назначен командиром 3-го эскадрона 8-го гусарского полка полковника Домона, которого позже сменил полковник дю Коэтлоке. Под его началом Савуа-Кариньян участвовал в Русском походе, сражался при Островно, Вильно, Смоленске и Бородино.
В октябре 1812 года был произведён в полковники, и назначен командиром 6-го гусарского полка. В декабре 1812 года, когда практически вся боеспособная и сохранившая лошадей кавалерия армии была сведена в один-единственный, «Священный эскадрон», Савуа-Кариньян вошел в состав этого эскадрона. В 1813-14 годах продолжал действительную службу и активно участвовал в крупных сражениях в Германии и во Франции.
После Реставрации Бурбонов был назначен командиром Беррийского гусарского полка, бывшего 6-го гусарского. Бурбоны вполне поалагались на Савуа-Кариньяна, исходя из его аристократического происхождения, поэтому когда Наполеон покинул Эльбу, где находился в ссылке, и высадился с отрядом в бухте Жуан, Савуа-Кариньян был направлен в Оксонн в распоряжение маршала Нея. Однако всего несколько дней спустя в Дижоне, исторической столице Бургундии, Савуа-Кариньян открыто провозгласил себя сторонником императора, а подчинённый ему гусарский полк — авангардом Наполеона. Во время Ста дней сражался в кровопролитной битве с пруссаками при Линьи и кавалерийской схватке при Роканкуре. После Второй Реставрации Бурбонов сдал командование полком Франсуа Фурнье.
Тем не менее, уже осенью того же года, Савуа-Кариньян получил под своё командование другой гусарский полк. В 1821 году он был произведён в чин марешаль де камп, в следующем году был назначен генеральным инспектором кавалерии сразу трёх военных округов. В 1823 году, во время похода в Испанию, командовал кавалерийской бригадой. Вышел в отставку в 1824 году.
Скончался в Париже в 1825 году в 41 год, был погребён на парижском кладбище Пик-Пюс, однако в 1889 году его прах был перевезён в усыпальницу Савойского дома в базилике Суперга в Турине.

## Воинские звания
- Бригадир (23 октября 1803 года);
- Вахмистр (7 ноября 1803 года);
- Младший лейтенант (8 декабря 1803 года);
- Капитан (22 марта 1807 года);
- Командир эскадрона (18 августа 1809 года);
- Полковник (18 октября 1812 года);
- Полевой маршал (25 апреля 1821 года).

## Титулы
- Барон Савуа-Кариньян и Империи (фр. baron Savoie-Carignan et de l'Empire; декрет от 15 августа 1809 года, патент подтверждён 25 марта 1810 года)[1];
- Граф Виллафранка (фр. comte di Villafranca).

## Награды
Легионер ордена Почётного легиона (1 августа 1809 года)
 Офицер ордена Почётного легиона (10 октября 1813 года)
 Коммандан ордена Почётного легиона (28 сентября 1814 года)
 Великий офицер ордена Почётного легиона (3 сентября 1823 года)
 Кавалер военного ордена Святого Людовика (8 июля 1814 года)
 кавалер ордена Святых Маврикия и Лазаря (Сардиния)
 Кавалер ордена Святой Анны 1-й степени (30 мая 1824) (Российская империя)